# Assani Lukimya-Mulongoti
Assani Lukimya-Mulongoti est un footballeur congolais-allemand né le 25 janvier 1986 à Uvira.
Ce défenseur doté d'un gabarit très athlétique (1,89 m, 93 kg) évolue au KFC Uerdingen.

## Carrière

### En club
Originaire de la région du Sud-Kivu à l'Est de la RD Congo, il est formé au Hertha Berlin, où il est considéré comme un jeune très talentueux. Après 3 saisons avec la réserve du club, il signe au Hansa Rostock, où il devient un titulaire indiscutable.
Mais après la relégation de son club et à cause d'une blessure qui lui fait perdre sa place de titulaire, il rejoint alors le club de 3e division allemande du FC Carl Zeiss Iéna pour une saison, où il s'impose très vite. En fin de contrat après une saison pleine, il signe dès février 2010 au Fortuna Düsseldorf, en 2e division cette fois, où ses débuts sont difficiles notamment en raison de quelques erreurs défensives mais il se rattrape progressivement au cours de la saison pour devenir un élément essentiel de la défense de Düsseldorf et d'être très apprécié par les fans du club.
Il confirme son talent lors de la saison 2011-2012 en réalisant une excellente saison qui révèle pleinement son potentiel. Le Fortuna accède a la Bundesliga après une victoire en barrages contre le Hertha Berlin et la saison de Lukimya éveille l'interêt de clubs plus huppés en Bundesliga.
Après avoir failli signer au FC Cologne, il s'engagera finalement en faveur du Werder Brême en juin 2012. Il retrouve la 1re division qu'il avait brièvement connue avec le Hansa Rostock.

### Internationale
Il est appelé par Patrice Neveu pour un match amical contre le Togo en août 2008.
Il fait partie des grands espoirs du football congolais avec Youssouf Mulumbu, Dieumerci Mbokani, Cedric Mongongu, Trésor Mputu et bien d'autres... Il n'hésita pas cependant à claquer la porte de la sélection après seulement 3 matchs en équipe A, ainsi que plusieurs autres joueurs, dénonçant le manque d'organisation de la fédération, et le manque de considération de certains dirigeants à son égard. Le sélectionneur actuel, Claude Le Roy tente de le faire changer d'avis afin d'avoir le joueur pour la CAN 2013, compétition pour laquelle la RDC s'est qualifiée après 7 ans d'absence. Il refuse finalement de rejoindre sa sélection pour la CAN, donnant la priorité à son club. Le 4 septembre 2014, il annonce qu'il ne jouera plus pour les léopards, en disant vouloir se concentrer sur son club et craignant la fatigue accumulée résultant des voyages pour jouer avec l'équipe nationale.